# Петропавловское сельское поселение (Краснодарский край)
Петропавловское сельское поселение — муниципальное образование в составе Курганинского района Краснодарского края России.
В рамках административно-территориального устройства Краснодарского края ему соответствует Петропавловский сельский округ.
Административный центр — станица Петропавловская.

## Население
| 2010  | 2012  | 2013  | 2014  | 2015  | 2016  | 2017  |
| ----- | ----- | ----- | ----- | ----- | ----- | ----- |
| 8440  | ↗8496 | ↘8462 | ↘8452 | ↘8437 | ↗8458 | ↘8389 |
| 2018  | 2019  | 2020  | 2021  | 2023  |       |       |
| ↘8358 | ↘8264 | ↘8199 | ↘7677 | ↘7515 |       |       |

## Населённые пункты
В состав сельского поселения (сельского округа) входят 3 населённых пункта:
| № | Населённый пункт | Тип населённого пункта | Население (чел.) |
| - | ---------------- | ---------------------- | ---------------- |
| 1 | Петропавловская  | станица                | ↘6096            |
| 2 | Северный         | посёлок                | ↘1016            |
| 3 | Первомайский     | посёлок                | ↗741             |